# نوار بهداشتی

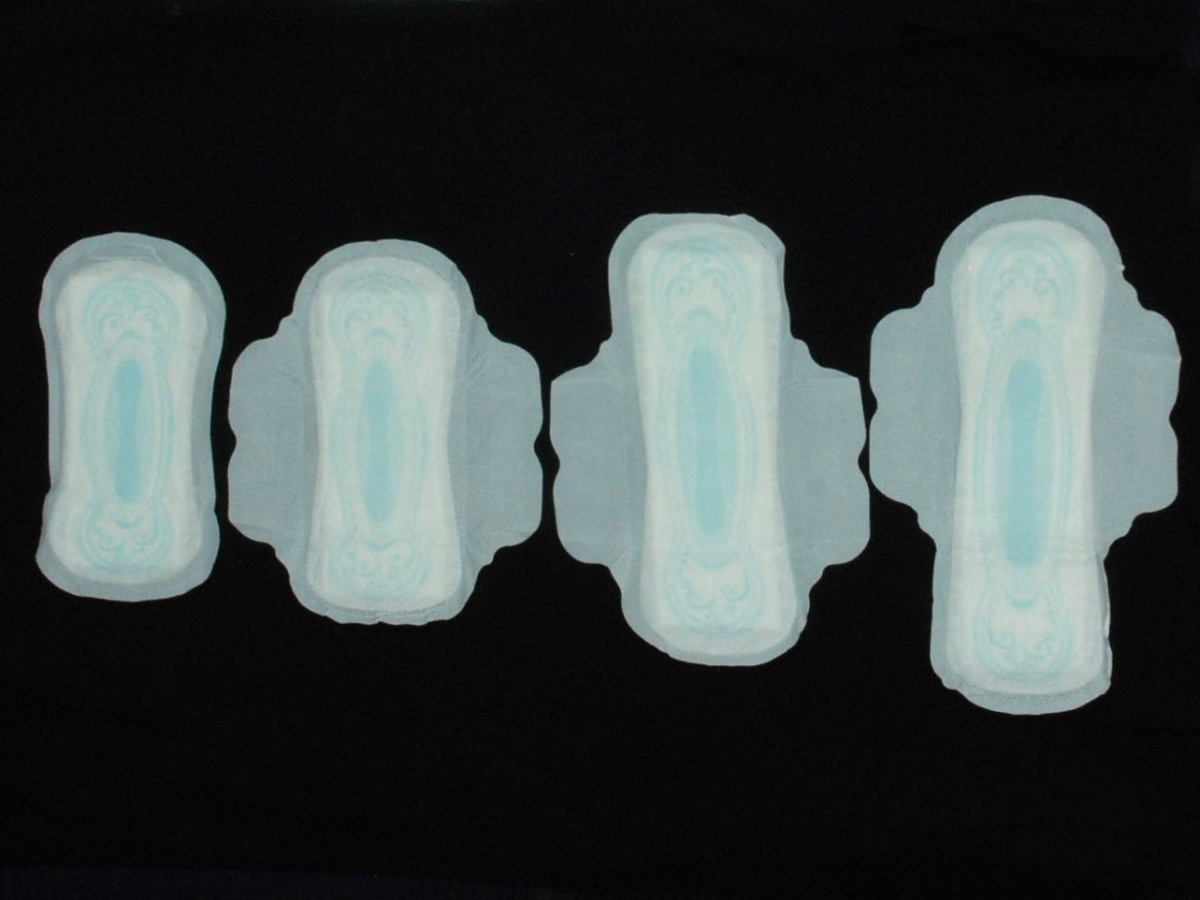
چند نمونه از نوارهای بهداشتی بال‌دار و بدون بال.

نوار بهداشتی یا پد بهداشتی  دستمالی است که از نظر ظاهری همانند پوشک نوزادان و کوچکتر از آن است، زنان در دوران قاعدگی، برای جلوگیری از نفوذ خون خارج شده از خود به لباس آن را روی لباس زیر خود قرار می‌دهند. یک طرف نوار بهداشتی چسب دارد و به داخل لباس می‌چسبد تا در سکون قرار بگیرد. نوار بهداشتی‌های امروزی معمولاً استریل هستند و از پوششی از الیاف مصنوعی و توده‌ای پنبه و مواد جاذب مایعات درون آن تشکیل می‌شوند.
نوع امروزی نوار بهداشتی تا مدت‌ها در ایران و دیگر کشورهای خاورمیانه مورد استفاده نبود و زنان از پنبه و پارچه‌ای که در زیر آن قرار می‌دادند یا از تا نمودن یک پارچه به‌طوری که مانع رسیدن خون به بیرون از لباس باشد استفاده می‌کردند و هربار آن را شسته و اتو می‌کردند استفاده از این پارچه‌ها به صورت مکرر و با گذشت زمان باعث بیماری‌های عفونی مختلفی در زنان شد به گونه ای که قبل از تولید و عرضه نوار بهداشتی‌ها امید به زندگی زنان و میانگین طول عمر آنها نسبت به زمان حال کم‌تر بود.
بعدها نیز انواع دیگر نوار بهداشتی تولید شد از میان آنها می‌توان به کاپ(فنجان قاعدگی) و همین‌طور تامپونها اشاره کرد که هر دو ی این محصولات بهداشتی در داخل مهبل قرار داده می‌شوند و مانع نشت خون می‌شوند.